# Bátaapáti
Bátaapáti je vas na Madžarskem, ki upravno spada pod podregijo Bonyhádi Županije Tolna.